# Щепітка Микола Степанович
Щепітка Микола Степанович (1 серпня 1925, Шоломиничі — 1 січня 2016, Жвирка) — член ОУН (б), політичний в'язень.

## Життєпис
Народився 1 серпня 1925 року в селі Шоломиничі Рудківського повіту Львівського воєводства.

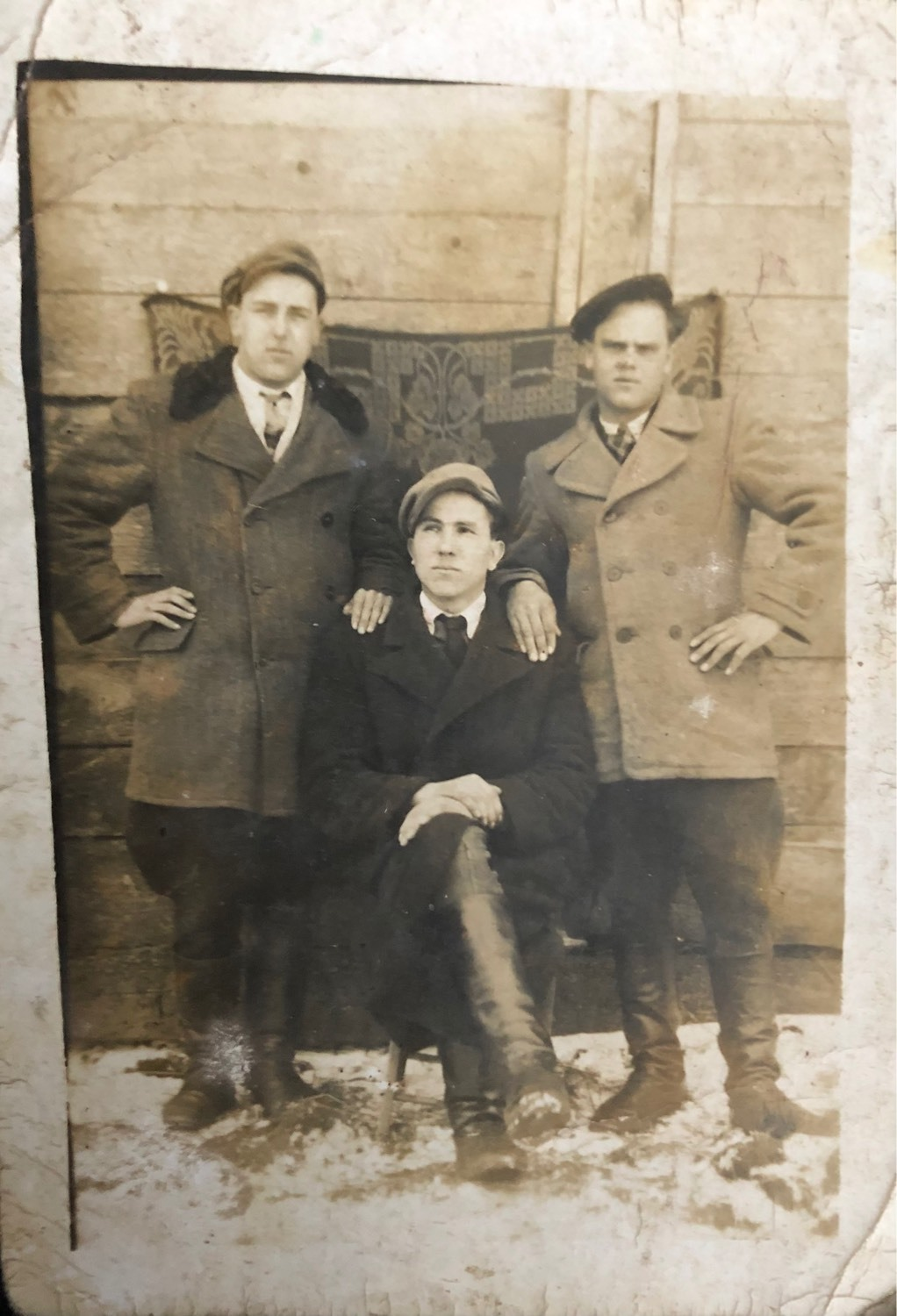
Бійці Шоломиничівської боївки ОУН(р). Зліва направо: Щепітка Микола Степанович (1925–2016), Глух Григорій Трофимович (1925–1944), Гурин Степан Григорович (1916–1944). Зима, 1943 р., Шоломиничі.

Батько, Щепітка Степан Миколайович (1884–1962), тривалий час був сільським головою села Шоломиничі.
Був одним з провідних членів шоломинецької сітки ОУН (б), здійснив кілька збройних нападів на війська НКВС в Рудківському районі.
Заарештований СРСР на 10 років ВТТ Сибіру.

## Нагороди
- Орден «За мужність» ІІІ ст. (14 жовтня 1999);
- Медаль «Захиснику Вітчизни»;
- Нагрудний знак «Ветеран війни»;
- Почесна ювілейна відзнака «За заслуги в національно-визвольній боротьбі, в утвердженні та розбудові Української Держави» (30 червня 2007);
- Почесна відзнака «Хрест Звитяги».